# 阿拉善盟
阿拉善盟（汉语拼音字母：Alshaa aimag，汉语拼音字母：Alxaa aimag）是中华人民共和国内蒙古自治区下辖的盟，位于内蒙古自治区西部。辖境西南与甘肃省接壤，东南与宁夏回族自治区毗邻，东界乌海市、鄂尔多斯市、巴彦淖尔市，北与蒙古国交界，国境线长735公里。地处内蒙古西部阿拉善高原，由西至东分別为巴丹吉林沙漠、腾格里沙漠、乌兰布和沙漠。东部为阴山余脈，东南部为贺兰山，西部为马鬃山，南部为合黎山和龙首山。黄河流经东部边缘，西部有额济纳河往北注入居延海。全盟总面积24.81万平方公里，漢族人口约占75%，蒙古族人口约占19%。盟行政公署驻阿拉善左旗巴彦浩特镇。主要旅游景点有西夏军事重镇黑城遗址、酒泉卫星发射中心以及胡杨林。

## 名称
“阿拉善”之名一说为贺兰山的音转，蒙古语意为“五彩斑斓之地”。亦有一说为突厥语，意思是古代传说中的一种兽。

## 历史
阿拉善盟境内有額濟納河與居延海，是游牧民族放牧之地，匈奴十九部中，賀蘭部原居於此。秦始皇统一六国后，在阿拉善地区东北部始设北地郡。西漢時，漢武帝擊匈奴，開置河西四郡，阿拉善盟之地屬張掖郡。太初三年（公元前102年），征发兵卒18万到河西戍边屯田，北置居延、休屠两县。汉宣帝本始元年（公元前73年），居延县隶属张掖郡管理。東漢時分置張掖居延屬國，後改為西海郡。
魏晋南北朝时期，魏国、西晋、前凉、后凉和西凉续设西海郡。北魏时，阿拉善地区为凉州所辖。隋朝至唐代初期，阿拉善地区属甘州、肃州。垂拱二年（686年），唐王朝一度曾将安北都护府从漠北迁至漠南，都护府治所在同城，即今额济纳旗境内。唐玄宗天宝二年（743年），唐王朝设宁寇军，统领居延军务。1038年西夏建国时设12监军司，贺兰山沿线守军5万人。在居延地区设置“黑水镇燕军司”，治所为今额济纳旗黑城。元朝设亦集乃路，属甘肃行中书省管辖，管理军政事务，总管府驻黑城，亦称哈拉浩特。
明洪武五年（1372年），明军西路军5万骑出塞，兵锋直指亦集乃路，哈拉浩特守将卜颜帖木尔战败，洪武十七年宋晟率兵攻下亦集乃，置亦集乃旧城，后又在肃州与亦集乃湖中间设立了威虏卫、白城子守御千户所、威远守御千户所，连接亦集乃旧城。清初，和硕特蒙古台吉和囉哩居於此地，康熙帝賜予其寧夏邊外地遊牧，置阿拉善厄魯特旗。原居住在伏爾加河下游的土尔扈特蒙古台吉阿喇布珠爾所部因故滞留中国，被置于额济纳河一带游牧。乾隆年間置額濟納土爾扈特旗，與阿拉善厄魯特旗合為西套蒙古，又稱“套西二旗”。

國民政府時期，阿拉善盟辖境屬寧夏省管轄

中華民國大陸時期，先后属甘肃省、寧夏省，套西二旗更名為阿拉善和碩特特別旗、額濟納舊土爾扈特特別旗，先属北洋政府蒙藏院，後直屬於國民政府行政院。
中华人民共和国成立後，所辖区域先后归宁夏省、甘肃省、内蒙古自治区的巴彦淖尔盟管辖。文革期间，阿拉善地区被从巴彦淖尔划出，分别归屬甘肃和宁夏。1979年5月30日，中共中央、国务院决定恢复内蒙古自治区1969年7月以前的行政区划，甘肃省所辖的额济纳旗和阿拉善右旗、宁夏回族自治区所辖的阿拉善左旗，从1979年7月1日重新划归内蒙古自治区。1979年12月12日，国务院批准，设立内蒙古自治区阿拉善盟，辖阿拉善左旗、阿拉善右旗、额济纳旗。1980年4月1日，阿拉善盟成立，盟机关驻巴彦浩特。目前额济纳旗与甘肃省酒泉金塔县存在因土地資源引起的行政管轄權糾紛，曾发生过额济纳旗检查站砸毁事件。

## 地理
阿拉善盟位于内蒙古自治区最西部，地处呼包银榆经济区、陇海兰新经济带交汇处。东、东北与乌海、巴彦淖尔、鄂尔多斯三市相连，南、东南与宁夏回族自治区毗邻，西、西南与甘肃省接壤。总面积约27万平方公里，占内蒙古自治区总面积的22.8%。巴彦浩特东距北京市1131公里、呼和浩特市723公里。东南至银川市114公里、西安市817公里。西南至兰州市520公里。
阿拉善盟属内陆高平原地区，地势南高北低，沙漠戈壁相间，周围丘陵相连，群山环抱。全盟山地面积3.44万平方公里，丘陵面积1.36万平方公里，戈壁面积9.1万平方公里，沙漠面积8.84万平方公里。海拔最高处贺兰山主峰达郎浩绕为3556米，是内蒙古自治区最高峰；最低处银根盆地海拔740米。盟境东部有贺兰山，全长250公里，是中国季风影响范围的西界、内外流域的分水岭和200毫米降水的分界线；南部龙首山、合黎山为河西走廊的北部屏障；西部马鬃山群山分布，绵延起伏；中部狼山餘脉哈鲁乃山、罕乌拉山和巴彦乌拉山、雅布赖山自东北向西南插入，将阿拉善高平原分为东、西两大块。境内有巴丹吉林、腾格里、乌兰布和三大沙漠。巴丹吉林沙漠为全国第二大沙漠，以高陡著称；海拔高度1611米、相对高度达598米的必鲁图峰被誉为“沙漠珠峰”，是世界沙漠最高峰。
阿拉善盟土壤受地形地貌及生物气候条件影响，具有明显的地带性分布特征，由东南向西北土壤地带性分布从棕钙土逐步过渡为灰漠土和灰棕漠土。非地带性土壤有风沙土、盐土、碱土、龟裂土、钙质石质土、粗骨土。在河漫滩及低阶地发育有林灌草甸土和盐化潮土，同时普遍有盐碱化现象。阿拉善盟河流水系主要以内陆河水系为主，东部有黄河过境，西部有黑河流入。黄河从宁夏回族自治区石嘴山市麻黄沟进入阿拉善盟，沿东南边界在磴口县二十里柳子出境，境内85公里，流域面积3988平方公里，年平均径流量315亿立方米。黑河是中国第二大内陆河，发源于祁连山，流经青海省、甘肃省和内蒙古自治区，终止于居延海，干流全长928公里，正义峡以下为下游，经甘肃省酒泉市鼎新镇最后注入阿拉善盟额济纳旗东居延海，在阿拉善盟境内河道长314公里，流域面积为7万平方公里。阿拉善盟山沟泉溪主要发源于贺兰山、雅布赖山、龙首山等山区，共70多处，流域面积2676平方公里。年清水总量905万立方米，年平均洪水总量约5000万立方米。阿拉善盟湖泊较多，以三大沙漠中的湖盆为主。沙漠湖盆是接受降水补给而形成，比较稳定。三大沙漠中共有湖盆415处，总面积达6700平方公里，其中草地湖4546平方公里，集水湖231平方公里。
阿拉善盟地处亚洲大陆腹地，为内陆高原，远离海洋，属于典型的大陆性气候。四季气候特征明显，昼夜温差大，降水量由东南部向西北部递减，蒸发量由东南部向西北部递增。年平均气温7.7～9.8℃，极端最低气温-34.4℃（巴彦诺日公，2008年1月24日），极端最高气温44.8℃（拐子湖，1988年7月24日）。1月平均气温-7.7～-10.7℃，7月平均气温23.5～28.1℃。年降水量32.8～208.1毫米。年蒸发量1555.7～2808.5毫米。年无霜期143～174天。年日照时数2977～3369小时。年平均风速2.8～4.7米/秒。阿拉善盟北部盛行偏西风，南部多东南风。
| 阿拉善盟阿拉善左旗吉兰泰镇气象数据（1971年至2000年） | 阿拉善盟阿拉善左旗吉兰泰镇气象数据（1971年至2000年） | 阿拉善盟阿拉善左旗吉兰泰镇气象数据（1971年至2000年） | 阿拉善盟阿拉善左旗吉兰泰镇气象数据（1971年至2000年） | 阿拉善盟阿拉善左旗吉兰泰镇气象数据（1971年至2000年） | 阿拉善盟阿拉善左旗吉兰泰镇气象数据（1971年至2000年） | 阿拉善盟阿拉善左旗吉兰泰镇气象数据（1971年至2000年） | 阿拉善盟阿拉善左旗吉兰泰镇气象数据（1971年至2000年） | 阿拉善盟阿拉善左旗吉兰泰镇气象数据（1971年至2000年） | 阿拉善盟阿拉善左旗吉兰泰镇气象数据（1971年至2000年） | 阿拉善盟阿拉善左旗吉兰泰镇气象数据（1971年至2000年） | 阿拉善盟阿拉善左旗吉兰泰镇气象数据（1971年至2000年） | 阿拉善盟阿拉善左旗吉兰泰镇气象数据（1971年至2000年） | 阿拉善盟阿拉善左旗吉兰泰镇气象数据（1971年至2000年） |
| 月份                                                 | 1月                                                  | 2月                                                  | 3月                                                  | 4月                                                  | 5月                                                  | 6月                                                  | 7月                                                  | 8月                                                  | 9月                                                  | 10月                                                 | 11月                                                 | 12月                                                 | 全年                                                 |
| ---------------------------------------------------- | ---------------------------------------------------- | ---------------------------------------------------- | ---------------------------------------------------- | ---------------------------------------------------- | ---------------------------------------------------- | ---------------------------------------------------- | ---------------------------------------------------- | ---------------------------------------------------- | ---------------------------------------------------- | ---------------------------------------------------- | ---------------------------------------------------- | ---------------------------------------------------- | ---------------------------------------------------- |
| 平均高温 °C（°F）                                    | −1.6 (29.1)                                          | 3.0 (37.4)                                           | 10.5 (50.9)                                          | 19.5 (67.1)                                          | 26.2 (79.2)                                          | 30.8 (87.4)                                          | 32.9 (91.2)                                          | 30.8 (87.4)                                          | 25.2 (77.4)                                          | 17.3 (63.1)                                          | 7.7 (45.9)                                           | 0.2 (32.4)                                           | 16.9 (62.4)                                          |
| 日均气温 °C（°F）                                    | −9.7 (14.5)                                          | −5.3 (22.5)                                          | 2.3 (36.1)                                           | 11.2 (52.2)                                          | 18.5 (65.3)                                          | 23.5 (74.3)                                          | 25.7 (78.3)                                          | 23.6 (74.5)                                          | 17.5 (63.5)                                          | 9.1 (48.4)                                           | −0.3 (31.5)                                          | −7.4 (18.7)                                          | 9.1 (48.3)                                           |
| 平均低温 °C（°F）                                    | −16 (3)                                              | −12.2 (10.0)                                         | −4.9 (23.2)                                          | 3.2 (37.8)                                           | 10.2 (50.4)                                          | 15.5 (59.9)                                          | 18.6 (65.5)                                          | 17.0 (62.6)                                          | 10.6 (51.1)                                          | 2.4 (36.3)                                           | −6.3 (20.7)                                          | −13.2 (8.2)                                          | 2.1 (35.7)                                           |
| 平均降水量 mm（）                                    | 0.6 (0.02)                                           | 0.9 (0.04)                                           | 2.3 (0.09)                                           | 3.7 (0.15)                                           | 9.6 (0.38)                                           | 14.0 (0.55)                                          | 27.4 (1.08)                                          | 29.8 (1.17)                                          | 11.9 (0.47)                                          | 4.4 (0.17)                                           | 1.2 (0.05)                                           | 0.3 (0.01)                                           | 106.1 (4.18)                                         |
| 平均降水天数（≥ 0.1mm）                              | 0.6                                                  | 0.8                                                  | 1.5                                                  | 1.3                                                  | 2.8                                                  | 5.1                                                  | 8.4                                                  | 6.4                                                  | 4.0                                                  | 2.2                                                  | 0.8                                                  | 0.6                                                  | 34.5                                                 |
| 平均相對濕度（％）                                   | 45                                                   | 39                                                   | 32                                                   | 26                                                   | 28                                                   | 34                                                   | 43                                                   | 48                                                   | 44                                                   | 42                                                   | 44                                                   | 46                                                   | 39                                                   |
| 月均日照時數                                         | 242.2                                                | 231.6                                                | 272.4                                                | 292.9                                                | 327.9                                                | 316.1                                                | 311.5                                                | 300.2                                                | 279.1                                                | 271.3                                                | 240.3                                                | 232.3                                                | 3,317.8                                              |
| 来源：中国气象局                                     |                                                      |                                                      |                                                      |                                                      |                                                      |                                                      |                                                      |                                                      |                                                      |                                                      |                                                      |                                                      |                                                      |

## 政治

### 现任领导
| 机构     | · 中国共产党 · 阿拉善盟委员会 · | 内蒙古自治区人民代表大会 常务委员会 阿拉善盟工作委员会 | 内蒙古自治区人民政府 阿拉善盟行政公署 | · 中国人民政治协商会议 · 阿拉善盟委员会 · |
| 职务     | 书记                            | 主任                                                   | 盟长                                  | 主席                                      |
| -------- | ------------------------------- | ------------------------------------------------------ | ------------------------------------- | ----------------------------------------- |
| 姓名     | 黄雅丽（女）                    | 王维东                                                 | 白海林                                | 卢利明                                    |
| 民族     | 汉族                            | 汉族                                                   | 蒙古族                                | 汉族                                      |
| 籍贯     | 内蒙古自治区太仆寺旗            | 内蒙古自治区阿拉善左旗                                 | 内蒙古自治区库伦旗                    | 内蒙古自治区乌兰察布市                    |
| 出生日期 | 1970年7月（55歲）               | 1965年10月（59歲）                                     | 1973年12月（51歲）                    | 1967年11月（57歲）                        |
| 就任日期 | 2023年5月                       | 2021年3月                                              | 2023年11月                            | 2021年2月                                 |

### 历任领导
| 盟委书记 - 杨力生（1980年4月－1983年4月） - 刘晓旺（1983年4月－1988年9月） - 巴士杰（1988年9月－1992年8月） - 乌伦赛（1992年8月－1993年6月） - 王尚罗（1993年6月－1995年1月） - 伏来旺（1995年1月－1999年12月） - 任英超（2000年1月－2000年9月） - 陶克（2000年9月－2004年9月） - 吴金亮（2004年9月－2006年9月） - 布小林（2006年9月－2008年1月） - 王玉明（2008年2月－2011年11月） - 云喜顺（2011年11月－2015年9月） - 包钢（2015年9月－2018年9月） - 杨博（2018年9月－2019年12月） - 万超岐（2019年12月－2021年5月） - 代钦（2021年5月－2023年5月） - 黄雅丽（2023年5月－） | 盟长 - 苏德保札木苏（1980年2月－1983年6月） - 乌伦赛（1983年6月－1992年8月） - 王尚罗（1992年9月－1993年5月） - 黄·阿拉腾别立格（1993年5月－1995年7月） - 任英超（1995年7月－1999年12月） - 陶克（2000年1月－2004年9月） - 云喜顺（2004年9月－2011年11月） - 冯玉臻（2011年11月－2017年6月） - 赵文亮（2017年6月－2018年4月） - 杨博（2018年4月－2018年10月） - 代钦（2018年10月－2021年5月） - 李中增（2021年5月－2023年11月） - 白海林（2023年11月－） |

### 行政区划
阿拉善盟现辖3个旗：阿拉善左旗、阿拉善右旗、额济纳旗。
此外，阿拉善盟还设立以下经济功能区：阿拉善高新技术产业开发区、腾格里经济技术开发区（与孪井滩生态移民示范区实行一个机构两块牌子）。

## 人口
2022年末全盟常住人口26.9万人，比上年末增加0.36万人。常住人口城镇化率达82.72%，比上年提高0.09个百分点。全年人口出生率为6.32‰；人口死亡率为6.45‰；人口自然增长率为-0.13‰。
根据2020年第七次全国人口普查，全盟常住人口为262,361人。同第六次全国人口普查的231,334人相比，十年共增加了31,027人，增长13.41%，年平均增长率为1.27%。其中，男性人口为139,509人，占总人口的53.17%；女性人口为122,852人，占总人口的46.83%。总人口性别比（以女性为100）为113.56。0－14岁的人口为36,835人，占总人口的14.04%；15－59岁的人口为187,824人，占总人口的71.59%；60岁及以上的人口为37,702人，占总人口的14.37%，其中65岁及以上的人口为25,789人，占总人口的9.83%。居住在城镇的人口为215,188人，占总人口的82.02%；居住在乡村的人口为47,173人，占总人口的17.98%。

### 民族
常住人口中，汉族人口为197,204人，占75.17%；蒙古族人口为50,104人，占19.10%；其他少数民族人口为15,053人，占5.74%。与2010年第六次全国人口普查相比，汉族人口增加24,738人，增长14.34%，占总人口比例增加0.61个百分点；各少数民族人口增加6,289人，增长10.68%，占总人口比例下降0.61个百分点。其中，蒙古族人口增加5,469人，增长12.25%，占总人口比例下降0.2个百分点；回族人口减少188人，下降1.5%，占总人口比例下降0.71个百分点。
蒙古族人口中，有数千蒙古族穆斯林，他们是蒙古族中少有的信仰伊斯兰教的群体。是清代即已存在的一支蒙古回回。阿拉善蒙古人口主要爲和碩特與土爾扈特人，儘管他們自稱“厄魯特”，但其中大多數並非準噶爾部衛拉特人。
| 民族名称                | 汉族    | 蒙古族 | 回族   | 满族  | 藏族 | 土家族 | 东乡族 | 苗族 | 达斡尔族 | 哈萨克族 | 其他民族 |
| ----------------------- | ------- | ------ | ------ | ----- | ---- | ------ | ------ | ---- | -------- | -------- | -------- |
| 人口数                  | 197,204 | 50,104 | 12,359 | 1,069 | 378  | 200    | 134    | 116  | 108      | 100      | 589      |
| 占总人口比例（%）       | 75.17   | 19.10  | 4.71   | 0.41  | 0.14 | 0.08   | 0.05   | 0.04 | 0.04     | 0.04     | 0.22     |
| 占少数民族人口比例（%） | －      | 76.90  | 18.97  | 1.64  | 0.58 | 0.31   | 0.21   | 0.18 | 0.17     | 0.15     | 0.90     |

## 经济
2011年，全盟地区生产总值392.63亿元（60.79亿美元），增长19.5%；人均GDP达168,094元（26,026美元），增长17.6%；在地级行政区（含直辖市）中，阿拉善盟人均GDP居第2位。地方财政一般预算收入29.63亿元。

## 全国重点文物保护单位
- 居延遗址（含黑城遗址）
- 定远营
- 巴丹吉林庙
- 曼德拉山岩画群

## 旅游

### 旅游概述
阿拉善奇异的大漠风光、秀美的贺兰山神韵、神秘的西夏古韵、雄浑的戈壁奇观、古老的居延文化、豪放的蒙古风情、悠远的丝绸文明，构成了独具特色的自然旅游资源主体。贺兰山国家级自然保护区、七道桥自治区级胡杨林保护区以及旗级梭梭林保护区等集中了阿拉善盟生态系统和自然景观中的精华；巴丹吉林沙漠（世界最高沙丘、最大响沙区、最密沙漠湖群）和腾格里沙漠世界著名；以历史悠久的曼德拉山岩画为代表的岩画是国内古岩画分布最广泛、最富集、数量最多的地区；境内的“东风航天城”威名远扬，多颗卫星、“神舟”1号、2号、3号飞船均在这里成功发射；壮观的吉兰泰盐湖、久负盛名的黑城遗址和古色古香的八大寺庙等，为开发阿拉善的观光旅游、科学旅游、探险旅游和生态旅游区提供了广阔的前景。

### 旅游景点
阿拉善左旗：腾格里通湖草原旅游景区（国家3A级旅游景区）、延福寺、营盘山景观公园、阿拉善博物馆、广宗寺（南寺）（国家4A级旅游景区）、腾格里达来月亮湖（国家4A级旅游景区）、敖伦布拉格大峡谷、吉兰泰盐池、福因寺（北寺）、哈布茨盖怪石林、母门洞、贺兰山（国家级自然保护区）、腾格里沙漠天鹅湖、贺兰山国家狩猎场
额济纳旗：东风航天城、额济纳胡杨林国家级自然保护区、神树、黑城遗址、居延海、额济纳河、怪树林、策克口岸、居延文化遗址
阿拉善右旗：巴丹吉林沙漠、阿拉善国家沙漠地质公园巴丹吉林园区、曼德拉山岩画、雅布赖山、海森楚鲁怪石城、红墩子峡谷